# حرم علی بن ابی‌طالب
حرم علی بن ابی‌طالب یا در اصطلاح شیعیان حرم امام علی، مدفن علی، امام یکم شیعیان و خلیفه چهارم اهل سنت در شهر نجف عراق است که توسط ابن ملجم مرادی که از فرقه خوارج بود، در رمضان سال ۴۰ قمری کشته شد و بر اساس منابع اسلامی، در پشت کوفه دفن گردید که بر اساس وصیت خود، قبر او مخفی نگه داشته شد و قرن دوم هجری در عصر هارون الرشید، محل قبر علنی شد. به عقیده شیعیان، آدم و نوح هم در کنار علی دفن شده‌اند. همچنین جمع فراوانی از عالمان شیعه در این حرم مدفونند.

## تاریخچه

### موقعیت آرامگاه
علی که هنگام نماز صبح ۱۹ رمضان در مسجد کوفه به دست ابن ملجم با شمشیر زهر آلود زخمی گشته‌بود، در شب جمعه ۲۱ رمضان سال ۴۰ قمری درگذشت، در وصیتی به پسرانش حسن و حسین محل دفن خود را سفارش کرده بود.
بر اساس وصیتش قبر را پنهان نگه داشتند و جز امامان و برخی شیعیان ویژهٔ این خاندان، کسی از محل دفن آگاهی نداشت.
کتاب‌های شیعه به تفصیل سبب نهفتگی قبر را شرح داده‌اند. سید بن طاووس نوشته است: «... پیکر مطهر حضرت امیرالمؤمنین علی بن ابیطالب (ع) را شبانه خارج کرده و امام حسن و امام حسین (ع) و محمد حنیفه و عبدالله بن جعفر و عده‌ای از خاندان وی همراه جسد بودند و آن را پشت کوفه دفن نمودند، موقعی که سؤال شد: «چرا قبر را مخفی کردید؟»، در پاسخ فرمودند: «جهت ترس از خوارج، چون قبر او را نبش می‌نمودند.»؛ ولی پس از سقوط دولت بنی‌امیه و متفرق گشتن خوارج در قرن دوم هجری، در عصر هارون‌الرشید، محل قبر حضرت امیرالمؤمنین علی بن ابیطالب علنی شد.»
در دوران حکومت حجاج ابن یوسف ثقفی بر کوفه حدود ۳۰۰۰ قبر برای پیدا کردن آرامگاه او نبش گشت، ولی موفق نشدند.

#### آشکار شدن آرامگاه
آورده‌اند که در دوران خلافت هارون‌الرشید، روزی هارون برای شکار به زمین‌های پیرامون کوفه (نجف یا غریین) رفت و دید که سگ‌های شکاری آهویی را دنبال می‌کنند ولی پس از آن که آهو به منطقهٔ خاصی می‌رود، سگها از دنبال کردن آهو بازمی‌ایستند. هارون دانست که آن سرزمین، مقدس و مطهر است که سگ‌ها واردش نمی‌شوند، لذا در پی تحقیق برآمد و سرانجام دانست که آنجا آرامگاه علی می‌باشد.
از عبدالله بن حازم نقل است که: «روزی با هارون‌الرشید از کوفه [برای شکار] به جانب «غریّین» [نجف] بیرون رفتیم، در آن جا آهوانی را دیدیم، بازهای شکاری و سگهای تربیت‌شده را به سویشان فرستادیم، ساعتی پِیشان رفتند تا این که آهوان به تپّه‌ای پناه بردند و در آن جا آرمیدند. بازها و سگها از تعقیبشان دست کشیدند و برگشتند! هارون از این صحنه شگفت‌زده شد، سپس آهوان از آن بلندی فرود آمدند و بازها و سگها در پِیشان رفتند، ولی دوباره آهوها به آن تپه بازگشتند و بازها و سگها هم دوباره از آن‌ها صرف‌نظر کردند، سه‌باره هم این صحنه تکرار شد. هارون فرمان داد که به کوفه روند و کسی که سنش از همه بیشتر است را نزدش بیاورند، پیرمردی از بنی‌اسد را نزدش آوردند، هارون به او گفت: «قصه این تپه چیست؟» جواب داد: «پدرم از نیاکانش نقل کرده که می‌گفتند زیر این تپه قبر علی بن ابی‌طالب است، خداوند آن را حرم امن برای هر چیزی قرار داده است!»».

### ساخت و بنای حرم

#### عمارت نخست آستانهٔ حیدریه
هارون به دنبال این رویداد در حدود سال ۱۷۱ (قمری) (۱۷۱ خورشیدی) اولین بارگاه و ساختمان مرقد علوی را بنا نهاد. تا چند دهه پیش در زیر طاق نزدیک قبر، نقشی بدیع و زیبا جلب‌توجه می‌کرد که نقش روی درش مردی بود که تیر و کمان در دست داشت و آهویی در پیش روی او قرار داشت. در سال ۱۳۲۳/۲۴ خورشیدی نگارهٔ یادشده از جای خود برداشته شد و آن را به گنجینهٔ حرم بردند.
حرم چهار در داشت و ضریح از سنگ سفید بوده و گنبد از گل سرخ که بالایش علامت سبزی نصب بود.

#### عمارت دوم
عمر بن یحیی از اصحاب موسی کاظم این عمارت را بنا کرد.

#### عمارت سوم
پس از به قدرت رسیدن داعی صغیر از نوادگان زید بن علی بن حسین در طبرستان، ساخت سوم این آستانه در نهایت شکوه عظمت آغاز شد. عمارت هفتاد طاق داشت.

#### عمارت چهارم

تصویری قدیمی از حرم

##### ساخت ساختمان چهارم
این ساختمان را عضدالدوله دیلمی بنا نهاد و در حدود سال ۳۲۷ (قمری) (۳۱۷ خورشیدی) ساختش پایان یافت. این سال وفات عضدالدوله است که بر اساس وصیتش وی را در آرامگاه خاصی که در عمارت آستانه قبلاً پیش‌بینی شده‌بود به خاک سپردند و تا عصر حاضر آن حجره به مقابر سلاطین آل بویه معروف است؛ وی نخستین کسی بود که در آستانهٔ علوی خاک شد.
عضدالدوله عمارت آستانه را با شکوه و عظمت درست کرد و همچنین همهٔ شاهان این خاندان و وزیرانشان در بازسازی و آراستن این آستانه نهایت پشت‌کار را داشتند.
عضدالدوله افزون بر بنای عمارت آستانه، شهر نجف را هم بنا نمود و درش خانه‌های بسیار و حمام‌ها و بازارهای متعددی ساخت. شیعیان را تشویق به سکونت در آنجا کرد و خدمت‌گزارانی برای آستانه تعیین و موقوفات زیادی وقفش نمود.
ابن بطوطه که به سال ۷۲۷ (قمری) وارد نجف شد در سفرنامه‌اش می‌نویسد: «از باب حضرت وارد مدرسه بزرگی می‌شوند که طلاب و صوفیان شیعه درش سکونت دارند. در این مدرسه از هر مسافر تازه‌وارد تا سه روز پذیرایی می‌شود و هر روز دوبار غذایی مرکب از نان و گوشت و خرما به مهمانان می‌دهند. از مدرسه وارد باب‌القبه می‌شوند. حاجبان و نقیبان و سرایداران در این محل مراقب زوار اند و چون کسی برای زیارت وارد می‌شود به نسبت وضع و مقام او همگی آن جماعت یا یکی از آن‌ها بلند می‌شوند و با او در آستانهٔ حرم می‌ایستند و اذن دخول می‌خواهند، سپس اشارت می‌کنند که آستانه و دو طرف چهارچوبهٔ در ورودی را ببوسند و داخل حرم بشوند. داخل حرم به انواع فرش‌های ابریشم و غیره مفروش است و قندیل‌های بزرگ و کوچک از طلا و نقره در آن آویخته. در وسط حرم مصطبهٔ [=سکو] چهارگوشی است که صندوقی چوبین دارد و بر روی صندوق صفحات طلای پرنقش‌ونگار که در ساختن آن کمال استادی و مهارت را به‌کار برده‌اند و با میخ‌های نقره فروکوفته‌اند، چنان‌که هیچ چیزی از چوب نمودار نیست. ارتفاع مصطبه کمتر از ارتفاع قامت آدمی است و در آن سه قبر هست که می‌گویند یکی از آن آدم و دیگری از آن نوح و سومی از آن علی می‌باشد و بین این سه قبر در تشت‌های زرین و سیمین، گلاب و مشک و انواع عطریات دیگر گذاشته‌اند که زوّار دست خود را در آن فروبرده به تبرک بر سر و روی خود می‌کشند. در دیگر حرم که آستانهٔ نقره‌ای و پرده‌های ابریشمین الوان [=رنگارنگ] دارد به سوی مسجدی باز می‌شود که آن خود چهار در دارد و هر چهار در دارای آستانه‌های نقره و پرده‌های ابریشم می‌باشد. داخل مسجد نیز فرش‌های عالی انداخته‌اند و دیوارها و سقف آن با پرده‌های حریر مستور است…». در ادامه توضیحاتی از وصف آن روز نجف و زیارت مردم نجف حرم را آمده است.

##### آتش‌سوزی عمارت
در سال ۷۵۵ (قمری) (۷۳۲/۳۳ خورشیدی) بخشی از آستانهٔ علوی آتش گرفت، مخصوصاً زیورآرایی دیوارها که همه‌اش از چوب ساج و آیینه‌کاری و نقاشی ارزنده‌ای شده‌بود و پرده‌های پرند و فرش‌های آستانه همگی سوخت.
شیخ کمال‌الدین عبدالرحمان عتایقی حلی نجفی که خود آتش‌سوزی آستانهٔ علوی را نگریسته‌بود، بی این که به حجم و مقدار آسیب آتش اشاره نماید، در آخر کتابش خود می‌نویسد: «تألیف این کتاب در محرم سنهٔ ۷۵۵ (قمری)، سال آتش‌سوزی در آستانهٔ علوی، پایان گرفت.» سپس افزود که عمارت آستانه در سنهٔ ۷۶۰ (قمری) تجدید بنا شد.
ابن عنبه که کتابش را در سال ۸۱۲ (قمری) گردآورد، دقیق‌تر حجم و مقدار حریق را مشخص کرده است و گفته است که بخشی از عمارت آستانه -که آرامگاه شاهان آل‌بویه را دربرداشت- سالم ماند، خزانهٔ [کتاب‌خانهٔ] آستانه که پس از هجرت شیخ طوسی به نجف اشرف مورد توجه عالمان شیعه شده‌بود و اکثر مؤلفان نسخه‌ای (و غالباً نسخهٔ اصلی) از دست‌نویس خود را به این آستانه اهدا می‌کردند، در این آتش‌سوزی به‌کل سوخت. از جمله چیزهای نفیس خطی که در این آتش‌سوزی از میان رفت، قرآنی بود بر پوست آهو که می‌گویند به خط امیرمومنان در سه جلد بزرگ بوده است. ناگفته نماند که یکی از مجلدها فقط حاشیه‌اش سوخته خطوطش سالم مانده‌بود.

##### بازسازی ساختمان حرم
هیچ‌یک از پژوهشگران و مورخان به‌سازی و نوسازی آستانه را -که پس از آتش‌سوزی انجام گرفت- به شخص معینی نسبت نمی‌دهند و این می‌رساند که اصل عمارت عضدالدوله سالم بوده و بخشی از تزیینات طعمهٔ آتش شده، سپس زیورآرایی حرم را جمع فراوانی از شیعیان و شاهان کامل کرده‌اند.
امروزه حرم از آثار آل بویه و صحن از آثار صفویه و مجموعهٔ این دو از شاهکارهای معماری اسلامی در جهان به‌شمار می‌رود.

### صفویان
پس از به قدرت رسیدن دودمان صفویه در ایران و بر اساس باور شاهان این دودمان به علی بن ابی‌طالب، تعمیرات آستانهٔ علوی را شاه اسماعیل صفوی در سال ۹۱۴ (قمری) (۸۸۷/۸۸ خورشیدی) آغاز کرد. در عصر شاه عباس و با طرح و نقشه و مهندسی شیخ بهایی، صحن تکمیل شد و آراستن‌ها و نوسازی و هدیه‌ها در دوران صفویه بی‌گسستگی ادامه یافت.
شاه اسماعیل در روز ۲۵ جمادی‌الثانی ۹۱۴ (۹ آبان ۸۸۷) به بغداد رفت و در باغ پیر بوداق منزل کرد و شیعیان ازاو استقبال کردند.. او سپس رهسپار کربلا شد و بعد برای زیارت علی به نجف اشرف شتافت و چیزهایی گران‌مایه به خزانهٔ آستانهٔ علوی اهدا کرد و همهٔ حرم و رواق‌ها را با فرش‌های ابریشمین فرش نمود و چراغواره‌های زرین برای روشنایی به حرم داد، و نیز شش صندوق خاتم در حرم نهاد.

### نادرشاه افشار
در سال ۱۱۵۶ (قمری) (۱۱۲۱/۲۲ خورشیدی) هنگامی که نادرشاه افشار به زیارت نجف رفت، دستور داد که به جای کاشی‌های سبزرنگ -که زمان صفویان به طرح شیخ بهایی گنبد و دو گلدسته را تزیین کرده بود- همه را طلا کنند، که تا کنون نیز باقی مانده است. وی هزینه‌ای سترگ صرف تعمیر آستانه نمود و هدیه‌هایی بی‌شمار به خزانهٔ علوی پیشکش کرد که بیشترشان تاکنون در خزانه بازمانده است.
گنبد آستانه که در عصر عضدالدوله سپید بود و در زمان صفویان سبز شده‌بود، در زمان نادر زرین شد و تاریخش را در کتیبهٔ ایوان طلای آستانه با طلا سال ۱۱۵۶ قمری نگاشته‌اند. این کار نادرشاه تأثیر ژرفی در دل‌های شیعیان نهاد و جمع فراوانی از بزرگان شاعران شیعه به فارسی و عربی و تُرکی و هندی اشعاری به این مناسبت سرودند که آثار آن‌ها در ایوان طلا به جای مانده است.
همچنین در آراستن حرم و کاشی‌کاری صحن کوشش بسیار کرد، از جمله آثار وی که تاکنون باقی است کاشی‌کاری ایوان‌العلمای کنار رواق به سمت شمال است که به «مقام‌العلماء» هم شناخته شده، در آنجا بسیاری از عالمان شیعه و برخی از بزرگان صفوی خاک‌اند.
همسر نادرشاه رضیه بیگم دختر شاه سلطان حسین صفوی نیز هزینهٔ بسیاری خرج تعمیرات و بازسازی اماکن متبرکه وقف کرد که اکثر کاشی‌کاری آستانهٔ علوی از آنجا انجام گرفت.

ضریح قدیمی حرم

### قاجاریان
هریک از شاهان قاجار آثاری در این آستانه از خود بازگذاشتند، از آن جمله آقامحمدخان قاجار در سال ۱۲۱۱ (قمری) (۱۱۷۵/۷۶ خورشیدی) ضریح نقره به آستانهٔ علوی تقدیم کرد.
در زمان فتحعلی‌شاه و در سال ۱۲۳۵ (قمری) (۱۱۹۹/۱۲۰۰ خورشیدی) تعمیراتی در آستانه انجام شد، مانند بازطلاکاری دو گلدسته.
در سال ۱۲۶۲ (قمری) (۱۲۲۴/۲۵ خورشیدی) به فرمان عباس‌قلی‌خان وزیر محمدشاه ضریحی دیگر از نقره به آستانه هدیه دادند.

## حرم در عصر حاضر
در عصر حاضر آخرین تعمیرات و تزیینات حرم در صورت گرفته است.
آخرین تعمیرات آستانه و آیینه‌کاری حرم و رواق‌ها تا سال ۱۳۷۰ قمری(۱۳۳۲ خورشیدی) انجام پذیرفت. در حال حاضر حرم صحنی بزرگ دارد و در میانش، مزار علی ابن ابی طالب و نوح و آدم پیغمبر قرار دارد.
توسعهٔ حرم اکنون نیز جریان دارد و صحنی بزرگ به نام صحن حضرت زهرا توسط ستاد توسعه و بازسازی عتبات عالیات ساخته شده است که یکی از بزرگ‌ترین پروژه‌های بازسازی عتبات در عراق به‌شمار می‌رود.
قصیده فارسی عرفی شیرازی در مدح علی ابن ابی‌طالب و وصف حرم:
| این بارگاه کیست که گویند بی‌هراس |  | کای اوج عرش سطح حضیض تو را مماس |

### ضریح و صندوق
روی قبر صندوقی از ساج خاتم‌کاری نفیس (اهدایی شاه اسماعیل صفوی) هست. در سده‌های پیش به‌سازی‌هایی روی این صندوق انجام شده و افزایش و زیورآرایی‌هایی شده که تاریخ برخی از تعمیرات ثبت شده است. در اطراف صندوق سوره دهر و چند حدیث دربارهٔ علی با خط زیبای محمد بن علاءالدین محمد حسینی و تاریخ ۱۱۹۸ (قمری) (~۱۱۶۲ خورشیدی) را نوشته‌اند. در قسمت بالای سر روی صندوق تعمیرهایی که در میانه‌های سده ۱۲ خورشیدی انجام شده، ذکر شده است و در پایانش نام استاد کار ذکر شده: «بندهٔ خاکسار محمدحسین نجار شیرازی».
ابعاد صندوق ۳٫۰۳×۴٫۸۳×۱٫۸۳ متر است. بانی ساخت محمدجعفر بن محمد صادق زند از بزرگان دربار زند است. پیرامون صندوق جوشن کبیر نوشته‌اند و بالایش سورهٔ انسان با عاج سفید. چند سوره و آیهٔ دیگر نیز نوشته‌اند. روی صندوق شیشه‌ای قرار دارد که هنگام گذاشتن ضریح نو ۱۳۶۱ (قمری) گذاشته‌اند. کنار صندوق جنوبی عتیقه و گردن‌بندهای الماس و جواهرهای یاقوتی و یک تاج طلای الماسی و زمردی گذاشته‌اند. توی ضریح یک قندیل زرین دارای الماس و زمرد و یاقوت و زمرد و مروارید هست.
در هجوم ارتش بعث به نجف و حرم علوی در سال ۱۹۹۱ (میلادی) ضریح و صندوق آسیب دید. آثار این خرابی هنوز روی صندوق دیدنی است.

#### جایگاه دو انگشت
سمت جنوبی صندوق نزدیک بالای سر جای دو انگشت هست. آنجا سنگ‌های گران‌بها و گوهرهایی که اهدا شده است.
ماجرایش در برخی منبع‌های تاریخی آمده است. محدث نوری گفته است: داستان مرة بن قیس گرچه در منبع‌های معتبر نیامده است ولی شهرتش نزد شیعیان بسیار است و بر کسی پوشیده نیست. بلکه معجزه‌ای است که به این شهرت رسیده است. فردوسی و سنایی در الهی‌نامه نیز ذکر کرده‌اند. سنایی این را از منقبت‌های مسلّم خوانده است.
طبق کتاب خلاصهٔ ماجرا این است: سید نصرالله حائری از عالمان شیعه از مولی عبدالکریم از کتاب تبصرة المؤمنین و سید محمد صالح ترمذی متخلص به کشفی از عالمان سنی طبق سندهای درست و معتبر آورده‌اند که مرة بن قیس که کافری ثروتمند بود که بسیاری از پدران و نیاکان قبیله‌اش را علی کشته‌بود. او سپاهی چندهزارنفره به نجف برد و مردم نیز در درون شهر بست نشستند. پس از شش روز جنگ سپاه توانست گوشهٔ دیوار را ویران کرده به شهر آید. با ورود سپاه مردم گریختند. مره سوی بارگاه آمد و گفت «علی! تو پدران و نیاکانم را کشته‌ای». سپس کوشید تا ضریح [گویا منظور صندوق است] را با شمشیر بشکافد. در این لحظه دو انگشت مانند ذوالفقار از درونش بیرون آمد و مره را دو نیم کرد و در جا به سنگی سیاه بدل گشت. سنگ‌ها را به دروازه نجف آوردند و هرکس به زیارت می‌آمد بدان پا می‌زد. چندی بعد سنگ‌ها را از نجف بردند.

#### ضریح

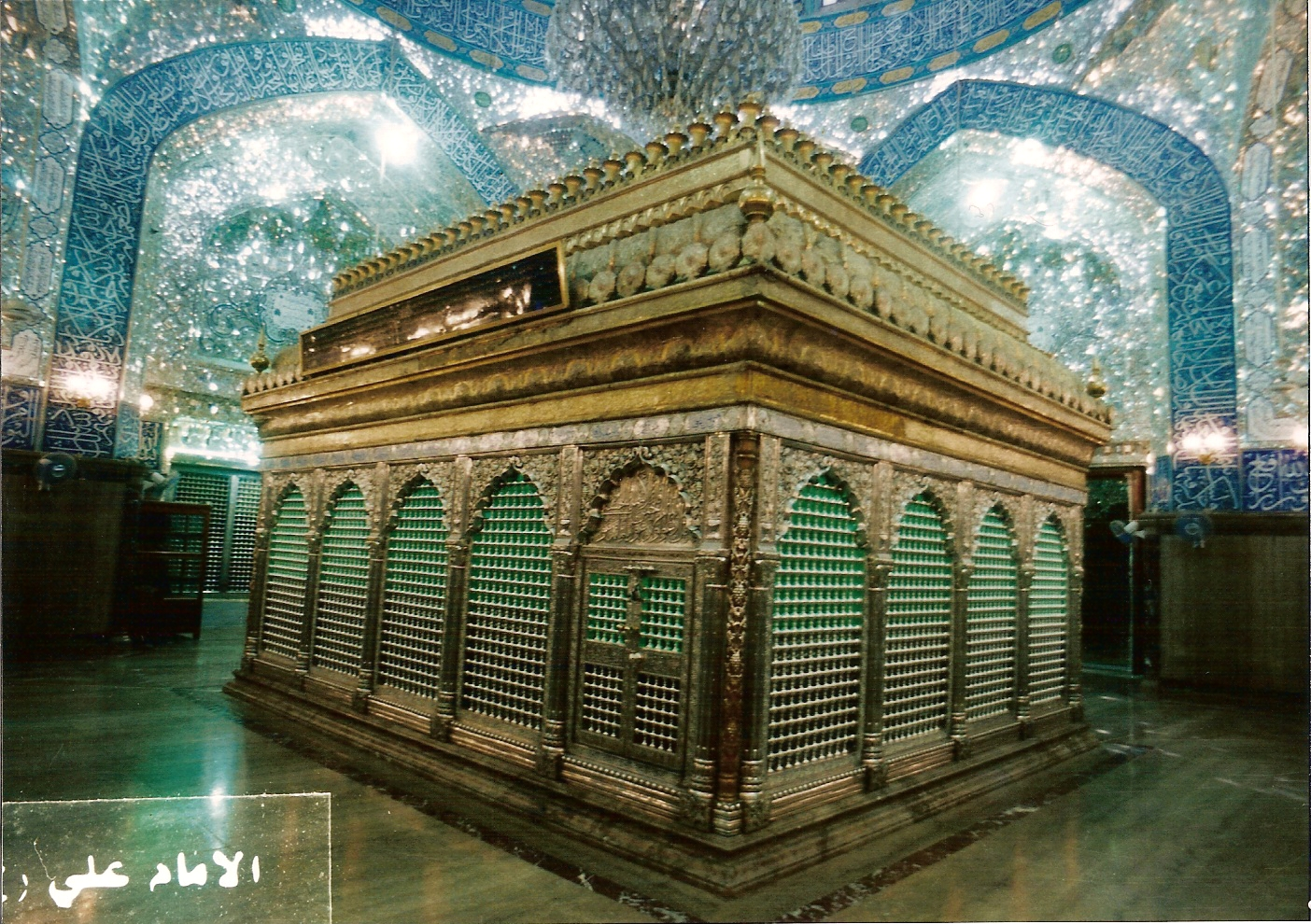
نمایی از ضریح امام علی

روی این صندوق، ضریح نقره‌ای است که سیف‌الدین، رهبر اسماعیلیه اهدا نموده است. در ۱۳ رجب ۱۳۶۱ (قمری) (۵ مرداد ۱۳۲۱) طی تشریفاتی خاص و جشنی که نخست‌وزیر وقت نوری السعید و دیگر مهتران سیاسی شیعه حاضر بودند از آن پرده‌برداری شد، هنرمندان هندی پنج سال بر رویش کار کرده‌بودند. ضریح از ده‌هزار و پانصد مثقال زر ناب و دومیلیون مثقال نقره درست شده است. همچنین گفته‌اند که ضریح را از ۸۷۵۰ مثقال زر ناب و ۱٫۵ میلیون نقره ناب ساخته‌اند.
ضریح از کف تا بالای تاج ۴ متر بلندا دارد. مستطیلش هم ۶٫۳۵×۵٫۱۰ متر است. طرف شرقی و غربی چهار پنجره و شمالی و جنوبی پنج پنجره دارد. البته یکی از پنجره‌های جنوبی در ورودی به ضریح است.

### گنبد
گنبد از درون به شکل نیم‌دایره‌ای به کاشی معرق آراسته است. بلندی گنبد تویی از کف حرم ۲۳٫۵ متر است. قطرش ۱۳٫۵ متر است.
از بیرون نیز پیازی شکل است. ارتفاع این گنبد از قاعده تا نوک میله ۱۸٫۱۵ متر است.
قطر گنبد بیرونی ۱۶٫۶ است و میان این دو لایه فضایی خالی هست.
زیبایی نمای بیرونی در میان مسجدها و حرم‌های دنیا بی‌نظیر است.
گبند ۱۲ دریچهٔ هواگیر و نورگیر داردکه هر پنجره از بیرون ۴ متر بلندی و ۲٫۱ متر عرض و ۱٫۴۵ متر عمق دارد.
به دستور نادرشاه افشار کتیبه داخلی گنبد مطهر مینا کاری شده و پایه‌هایش آینه‌کاری مقرنص. ساقهٔ تویی گنبد با شیشه‌های رنگین تزیین شده که بر آن آیاتی از قرآن نقش بسته پیرامونش ۲۴ بیت از قصیدهٔ عینیهٔ ابن ابی‌الحدید در بالا و ۲۴ بیت دیگر در پایین نوشته شده است. در بخش فوقانی در همان قسمت ساقهٔ گنبد پنجره‌های نورگیر و تهویه هست.
میان گنبد و ساقه از تو کتیبه‌ای با سورهٔ فجر هست و در قسمت اتصال ساقه به پایه‌های جهرکانهٔ گنبد سورهٔ نبأ با خط ثلث نوشته شده است.
دیوار بیرونی گنبد تا زمان نادرشاه در سال ۱۱۵۶ (قمری) با کاشی سفالی پوشانده بود و به دستور با قطعات فلزی زراندود جایگزین شد.
تعداد قطعات طلاکاری شده که در گنبد حرم علی بن ابی‌طالب مورد استفاده قرار گرفته‌اند ۳۴۲۶ قطعه با وزن ۸ مثقال طلای ناب برای هر قطعه می‌باشند.

### در و دیوار و کف
کف حرم را فرقهٔ اسماعیلیه با سنگ مرمر فرش کردند و دیوارهایش تا حدود دو متر از سنگ مرمر ایران پوشیده گشته است. کاشی‌کاری و آیینه‌کاری -که همه را دست هنرمندان ایرانی کرده‌اند- چهار طرف حرم و چهار رواقش را احاطه نموده است. این رواق‌ها از شمال و جنوب و شرق، درهای ورودی و خروجی را با حرم برقرار می‌سازند، همچنین رواق شمالی و رواق جنوبی صحن را با حرم مطهر ارتباط می‌دهد.

### ایوان طلا و گلدسته‌ها
رواق خاوری دارای دری است که در ایوان طلا بازمی‌گردد و این ایوان که مستطیلی است در خاور حرم است و تمامی دیوارهایش طلا است.
شمال و جنوب ایوان دو گلدستهٔ زرین به ارتفاع ۳۵ متر هست است که بالایشان برخی از آیه‌های سورهٔ جمعه کتیبهنگاری شده است. در میان ایوان طلا در کنار در ورودی به رواق، چکامهای فارسی با حروف طلا ستایش علی بن ابی‌طالب به خط محمدجعفر اصفهانی، به تاریخ ۱۱۵۶ قمری، در از سروده‌های عرفی شیرازی نوشته‌اند.
ایوان طلای آستانه در شمال و جنوب دارای کَفش‌کَن (کفشداری) است که به صحن می‌انجامد. این ایوان بی‌سقف است و در نوع خود یگانه.
در شمال و جنوب ایوان کنار گلدسته‌ها دو چهاردیواری سقف پوشیده هست. بر این چهاردیواری‌ها و سراسر طارمهٔ پیش ایوان و خود گلدسته‌ها شعرهای فارسی و عربی و نیز سخنان علی نوشته‌اند. برخی از این کتیبه‌ها در حملهٔ رژیم صدام و توپ و بمب تخریب شد و بعد با طلا جایگزین شد.

### صحن

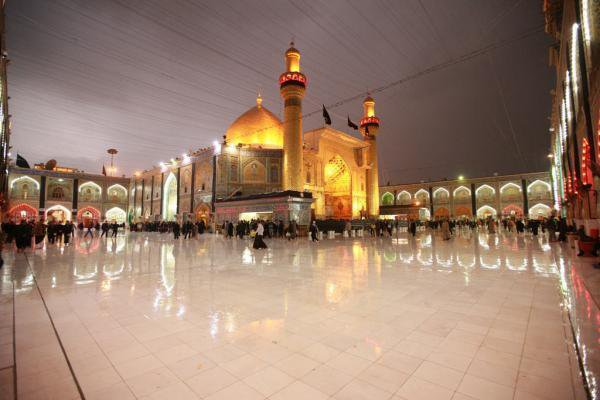
عکس نمای باز صحن

صحن آستانه طرح تازه‌ای دارد و از مهم‌ترین ویژگی‌هایش این است که در چهار فصل سال طلوع آفتاب مستقیماً بر قبر می‌تابد و در نقطه‌ای معین، در زمستان و تابستان رسیدن خورشید به نیمهٔ آسمان نجف در آن‌جا می‌شود. صحن دو طبقهٔ چهارگوش دارد. پیرامون صحن حجره‌هایی بنا گردیده و روبه‌روی هر حجره ایوانکی است که تا اوایل نیمهٔ دوم سدهٔ دوازدهم و اوایل سدهٔ چهاردهم خورشیدی ساکنانش را مهتران علمای امامیه تشکیل می‌دادند، و صحن، مرکز دانشگاه بزرگ جهان تشیع بود. تمامی دیوارها و سقف ایوان حجره‌ها با بهترین کاشی‌های اصفهان تزیین گشته و با گذشت زمان کاشی‌هایش نو شده است. در سده‌های گذشته تعمیراتی در صحن انجام شده است.
مساحت کل حرم ۱۳٬۲۴۴ متر مربع [احتمالاً عدد قدیمی است] و مساحت صحن ۴۲۱۹ متر مربع است که حدود یک‌سوم کل حرم را شامل می‌شود.

### دیگر بخش‌های حرم
حرم شامل بخش‌های دیگری نیز هست که شرحش مجال بیشتری می‌خواهد. از جملهٔ این بخش‌های اصلی:
- مسجد خضرا (سبز)
- درهای دیگر حرم
- رواق حضرت ابوطالب
- مقام امام صادق (که از میان رفته است)
- تکیهٔ بکتاشی‌ها
- مسجد عمران بن شاهین
- گلدستهٔ ساعت
- حسینیه (مدرسهٔ غرویه)
- ساباط (سایه‌بان)
- مسجد بالای سر
- ایوان ناودان طلا

### طرح‌های گسترش
طرح‌های گسترش حرم را ستاد بازسازی عتبات عالیات بر عهده دارد.

#### صحن حضرت زهرا
طرح اصلی توسعهٔ حرم را به نام فاطمهٔ زهرا همسر علی بن ابی‌طالب نامیده‌اند. این صحن بزرگ‌ترین صحن سرپوشیدهٔ جهان است و در پشت حرم (غرب) ساخته شده است. در انتهای صحن «مقام امام سجاد» (علی بن حسین) قرار دارد.
تصویرهای نگاشتاری

## نقشه

### بنای حرم
1. ضریح علی و نوح و آدم
2. آرامگاه علامه حلی و سید مصطفی خمینی
3. آرامگاه مقدس اردبیلی
4. آرامگاه جعفر شوشتری
5. آرامگاه مرتضی انصاری
6. آرامگاه حسین محدث نوری آرامگاه او در صحن امام، در سومین ایوان شرقی باب‌القبله، واقع است
7. آرامگاه سید اسدالله شفتی
8. آرامگاه محمدحسین نائینی
9. آرامگاه سید ابوالحسن اصفهانی
10. آرامگاه آخوند خراسانی
11. آرامگاه شیخ طوسی
12. به طرف مقام امام سجاد و صافی صفای یمانی اصحاب امیرالمؤمنین، مسجد و آرامگاه کاشف الغطا و شیخ محمد صاحب جواهر

### حرم در شهر نجف
1. محل توقف اتوبوس‌های زایران
2. درب
3. کفشداری
4. مقبرهٔ حاج‌آقا مصطفی خمینی
5. ایوان طلا
6. قبله
7. ضریح
8. محل برگزاری نماز جماعت
9. وضوخانه
10. دفتر و آرامگاه شیخ عباس قمی
11. درب باب قبله
12. محل برگزاری نماز جماعت حیاط
13. راهرو
14. محل برگزاری نماز جماعت
15. درب شیخ توسی
16. مسجد و آرامگاه شیخ طوسی
17. توقفگاه خودروهای شخصی
18. خیابان
19. بازار
20. مقام حضرت علی
21. مقام امام زین‌العابدین
22. دریاچه نجف

## سرشناسان مدفون در حرم
| - آدم پیامبر - نوح پیغمبر - سید علی حسینی حائری - سید محمود حکیم - شیخ عبدالحسین بغدادی - سید محمود حسینی شاهرودی - شیخ جعفر شوشتری - علیمراد خان زند - حسین محدث نوری آرامگاه او در صحن امام، در سومین ایوان شرقی باب‌القبله، واقع است | - سید اسماعیل سدهی اصفهانی - سید محسن جلالی حائری - ملامهدی نراقی - ملااحمد نراقی - سید علی داماد - ملاصدرا - محمد شرابیانی ۱) ضیاءالدین عراقی ۲) ملا رفیع گیلانی ۲) میرزا حسن یزدی ۲) نورالدین شریعتمدار رفیع ۲) مهدی رفیع شریعتمدار ۳) محمدعلی نجفی اصفهانی ۶) محمدجواد طباطبایی تبریزی ۷) محمدجواد بلاغی ۱۱) شیخ انصاری | ۱۵) شیخ عباس قمی ۱۷) شیخ مشکور حولاوی ۱۷) محمدجواد مغنیه ۲۱) محمدحسین نائینی ۲۳) محمدعلی اردوبادی ۲۳) محمدکاظم شیرازی ۲۳) سید محمدسعید حکیم ۲۶) آخوند خراسانی ۲۶) سید ابوالحسن اصفهانی ۲۶) میرزا حبیب‌الله رشتی ۲۹) سید عبدالله بهبهانی ۲۹) سید محمد بهبهانی ۳۱) سید ابوالقاسم خویی ۳۹) مجدد شیرازی: میرزای شیرازی ۳۹) مجدد شیرازی: سید عبدالهادی شیرازی ۴۶) سید محمد فیروزآبادی ۴۶) میرزا ابوالحسن مشکینی ۴۷) سید محمدکاظم یزدی ۴۸) سید عبدالحسین شرف‌الدین عاملی ۴۸) سید اسماعیل صدر ۵۳) عبدالکریم زنجانی ۵۴) تیمور بختیار |

## حرم منسوب به علی

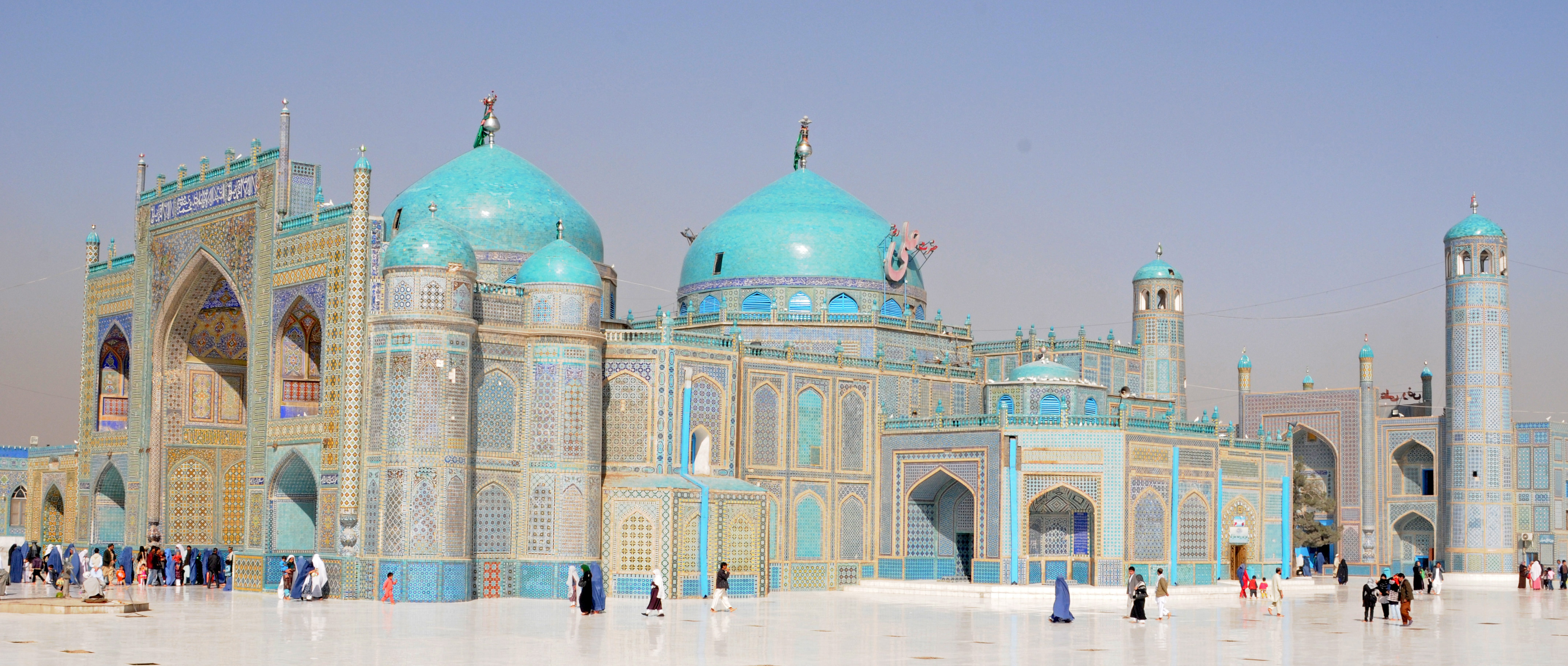
بارگاه علی بن ابی‌طالب در مزار شریف. به آرامگاه مزارشریف روضه شریف و حرم حضرت علی هم می‌گویند.

در مزار شریف افغانستان، بارگاهی است منسوب به علی بن ابی‌طالب. نامش مسجد کبود است و اهالی آن‌جا برخی باور دارند که آن‌جا مدفن اوست. البته این باور نزد قریب به اتفاق مسلمانان نادرست است، ولی بارگاه مزار شریف نزد مردم افغانستان جایگاه والایی دارد. این بارگاه مورد توجه این کشور است و مورد عنایت شاهان و مردم و میران افغان بوده است.

## فضیلت حرم و زیارت علی در باور شیعیان
روایت‌هایی از امامان شیعه دربارهٔ زیارت علی بن ابی‌طالب آمده است، از جمله:
جعفر صادق گفته است که روزانه هفتادهزار فرشته پس از طواف بیت المعمور و کعبه به آرامگاه پیغمبر و علی بی ابی‌طالب می‌روند و به ایشان سلام می‌کنند.
پیغمبر اسلام در روایت دیگری وقتی حسن مجتبی از او می‌پرسد که پاداش زائر تو چیست؟، در پاسخش گفت: «پسرم! کسی که مرا در زندگی یا مردگی، یا پدرت را زیارت کند، بر خداوند بایسته است که در روز رستاخیز زیارتش کند و از گناهانش پاک گرداند.»
این کار برای شیعیان خیلی مورد سفارش است. از ابووهب بصیری نقل می‌کنند که می‌گوید: «به مدینه شدم و خدمت امام صادق رسیدم و عرض کردم: «فدایت شوم؛ محضر شما رسیدم ولی قبر امیرمؤمنان را زیارت نکرده‌ام.» فرمود: «کار خوبی نکردی. اگر از شیعیان ما نبودی نگاهت نمی‌کردم به خاطر این که زیارت نکردی کسی را که خدای تعالی با فرشتگان و پیامبران و مؤمنان به زیارتش می‌روند.»»
همچنین از جعفر صادق نقل شده است که دردمندی اگر به قبرش پناه برد درمان یابد و در روایت دیگری با شهید خواندن علی و حسین بن علی آمده است که خدا به این شهیدان روزی می‌دهد پس نیازهایتان را نزد ایشان بیان کنید آمده است که وقتی زائر امیرمومنان چیزی از خدا خواهد درهای آسمان برایش گشوده شود. «کسی که امیرمؤمنان را با شناخت به حقّ او و بی تکبّر زیارت کند، خداوند پاداش شهیدان را برایش می‌نویسد و گناهانش بخشوده می‌گردد و با امن و امان در قیامت مبعوث می‌شود و حساب و محاسبه بر او آسان می‌گردد و فرشتگان به پیشوازش می‌روند و وقتی از زیارت برگشت، فرشتگان تا منزلش همروی‌اش می‌کنند؛ اگر بیمار شود به عیادتش می‌روند و اگر بمیرد او را تشییع می‌کنند و برایش طلب آمرزش می‌نمایند».

## نگارخانه

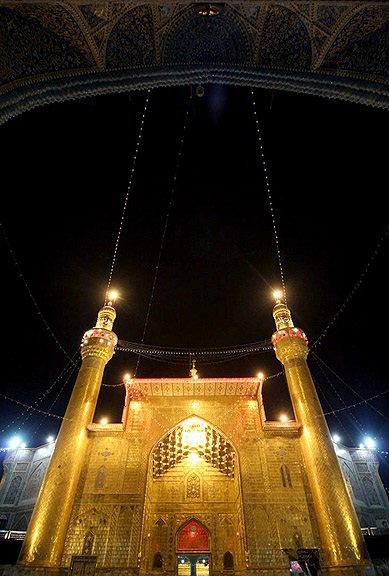
نمای ایوان و گل‌دسته‌های طلا
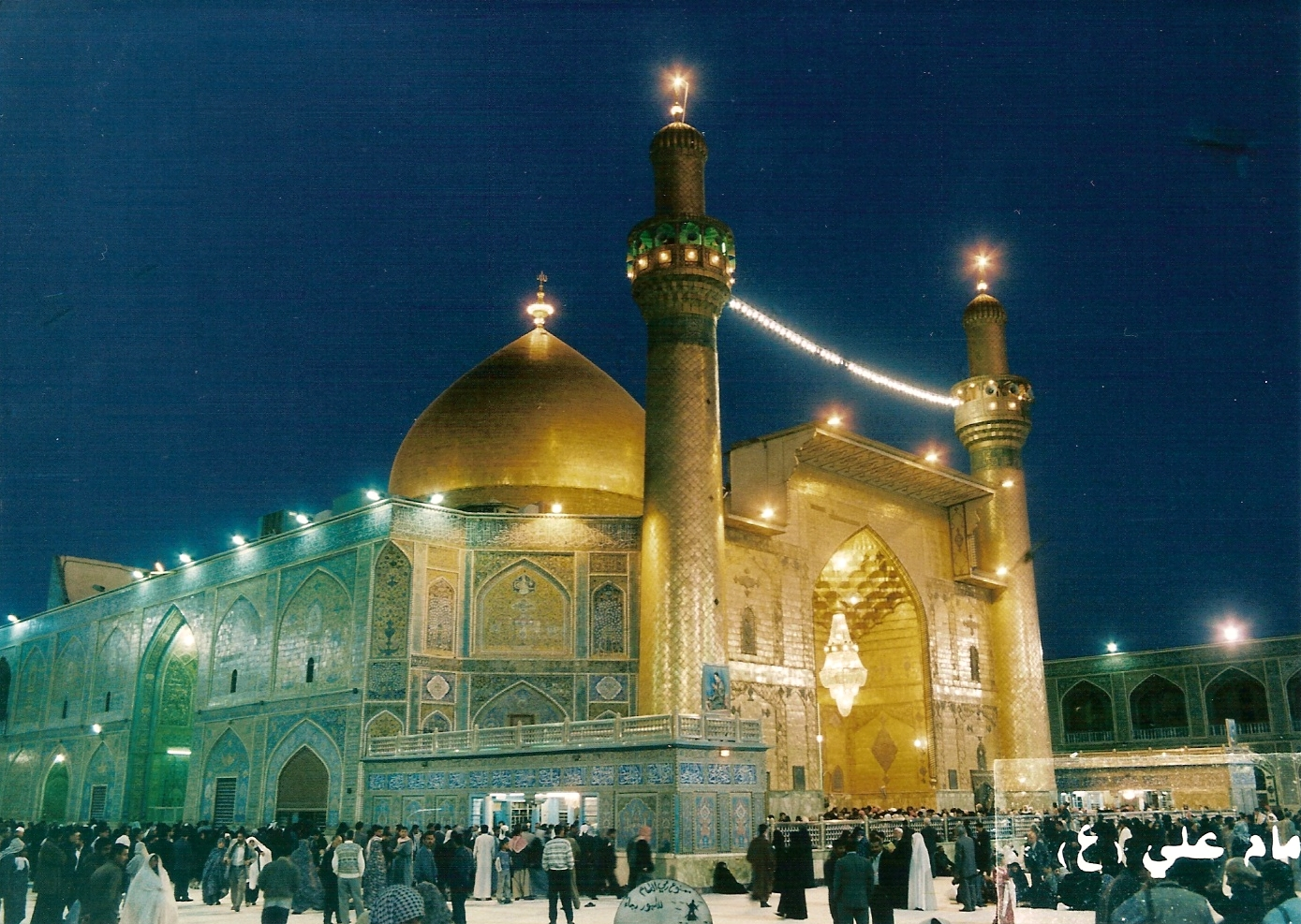
نمای کلی حرم
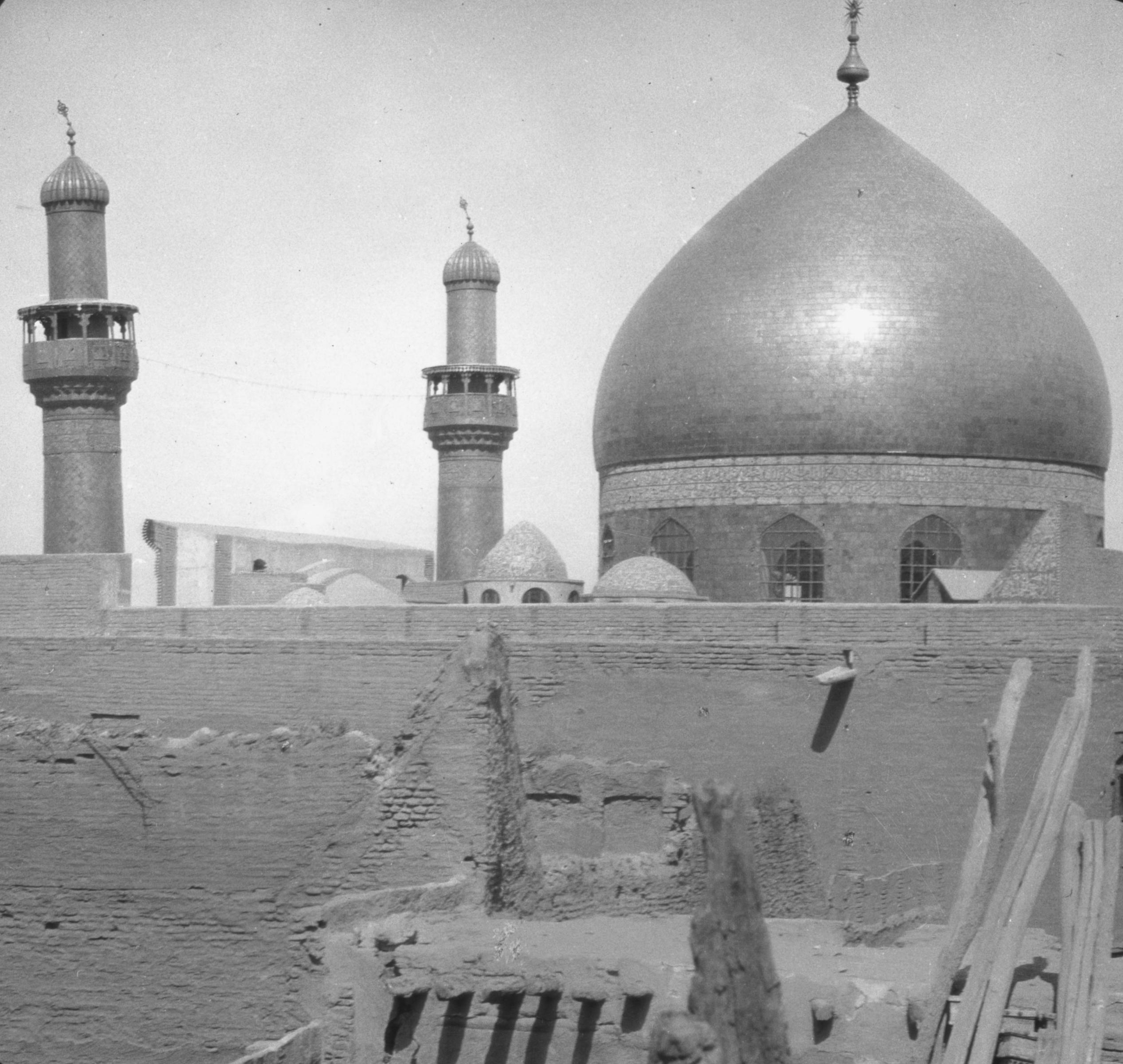
حرم در سال ۱۳۱۰
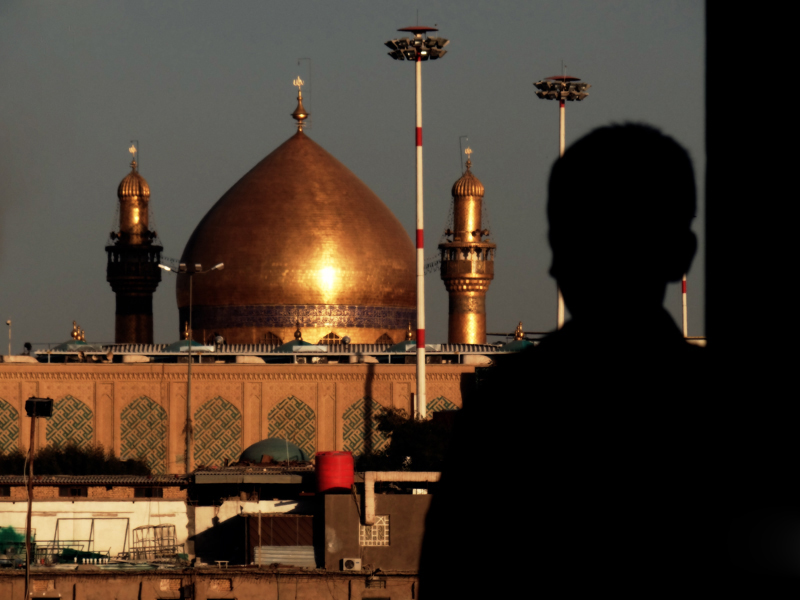
نمای حرم از در
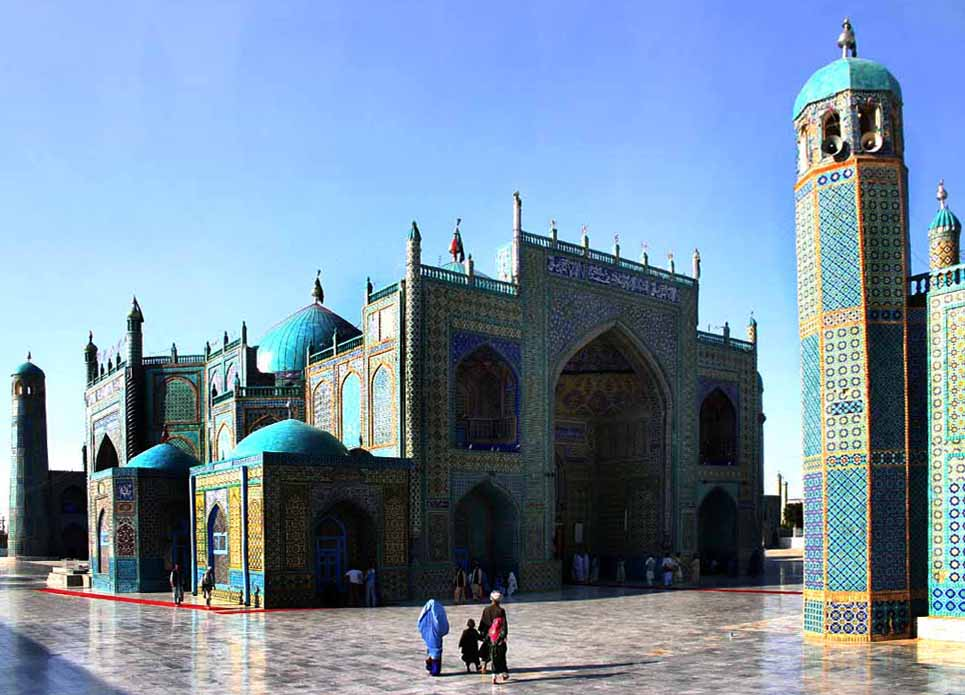
مسجد کبود مزارشریف
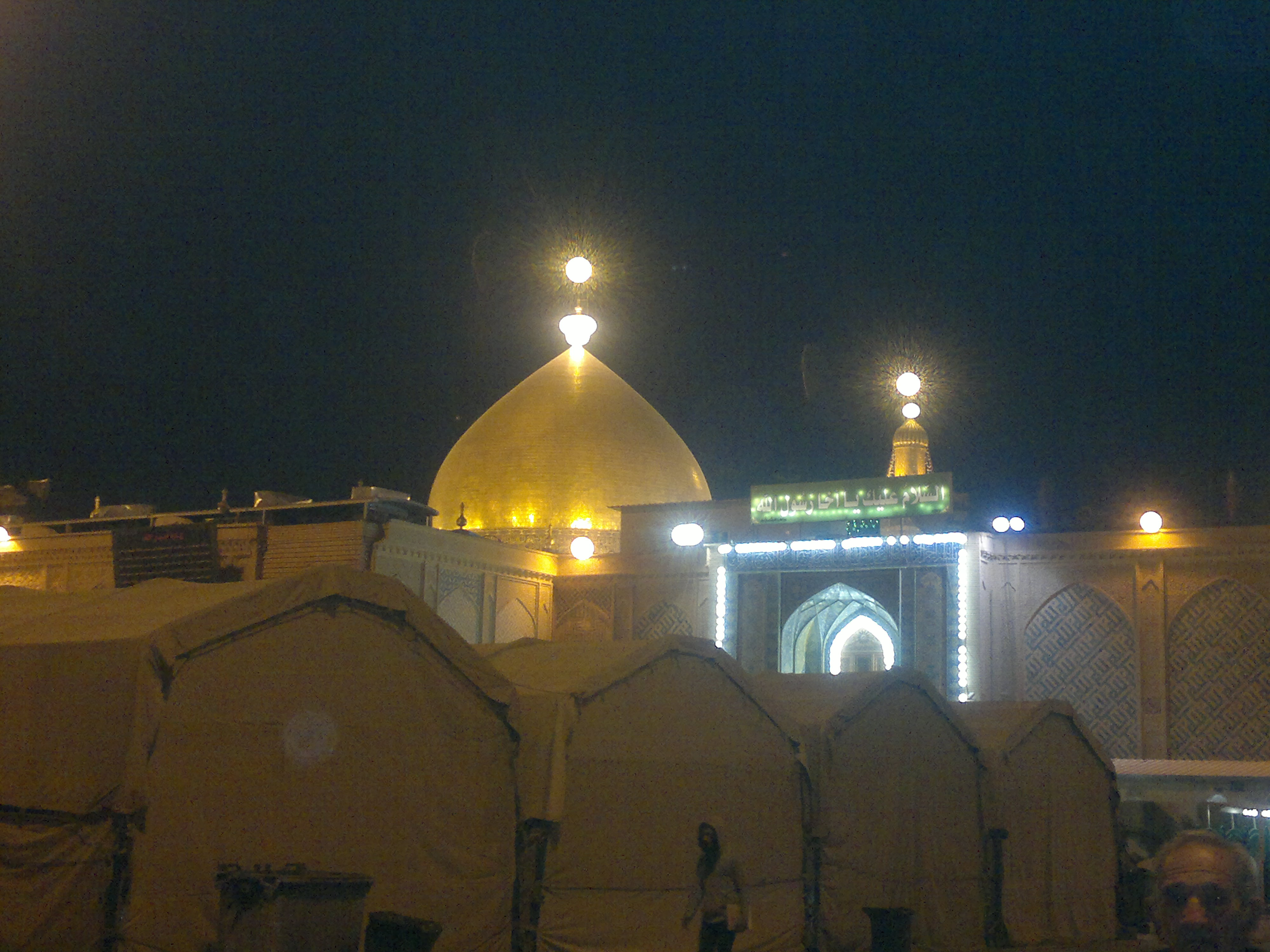
راه بازار به حرم، سردر عبارت «سلام بر تو ای برادر پیغمبر» به چشم می‌خورد
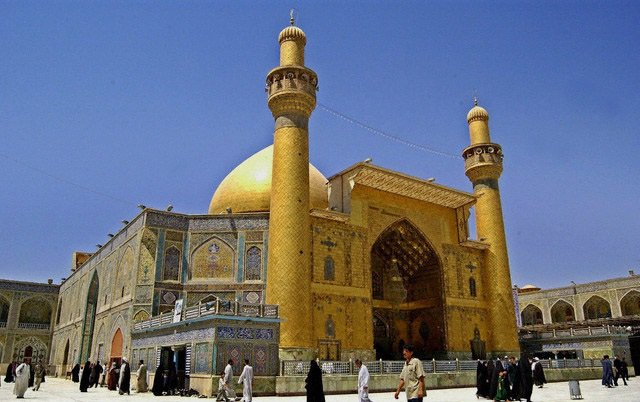
نمای ایوان طلای حرم
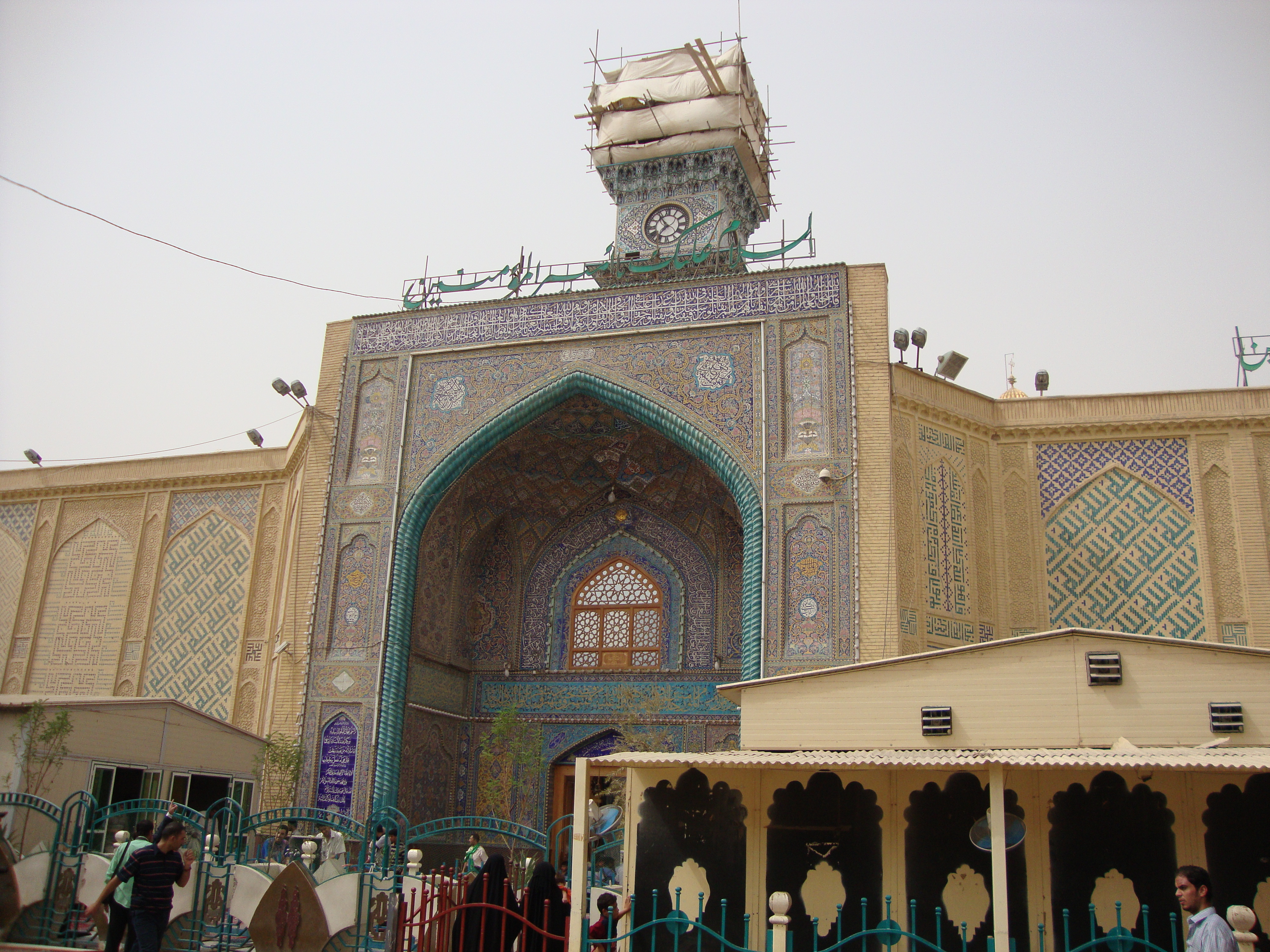
نمای باب الساعت حرم
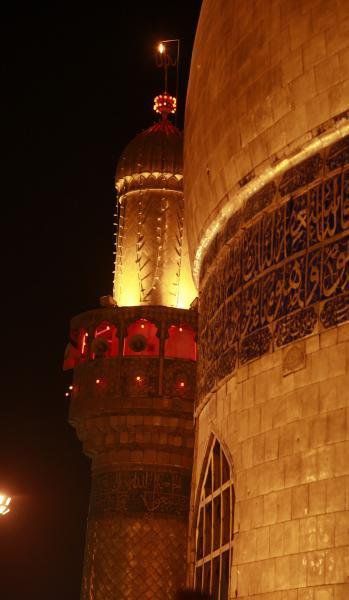
حرم (گنبد و مناره)
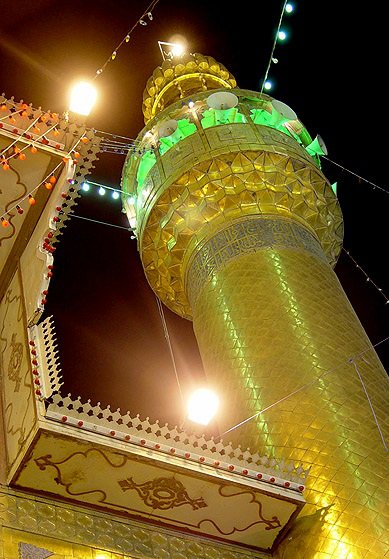
حرم (مناره)
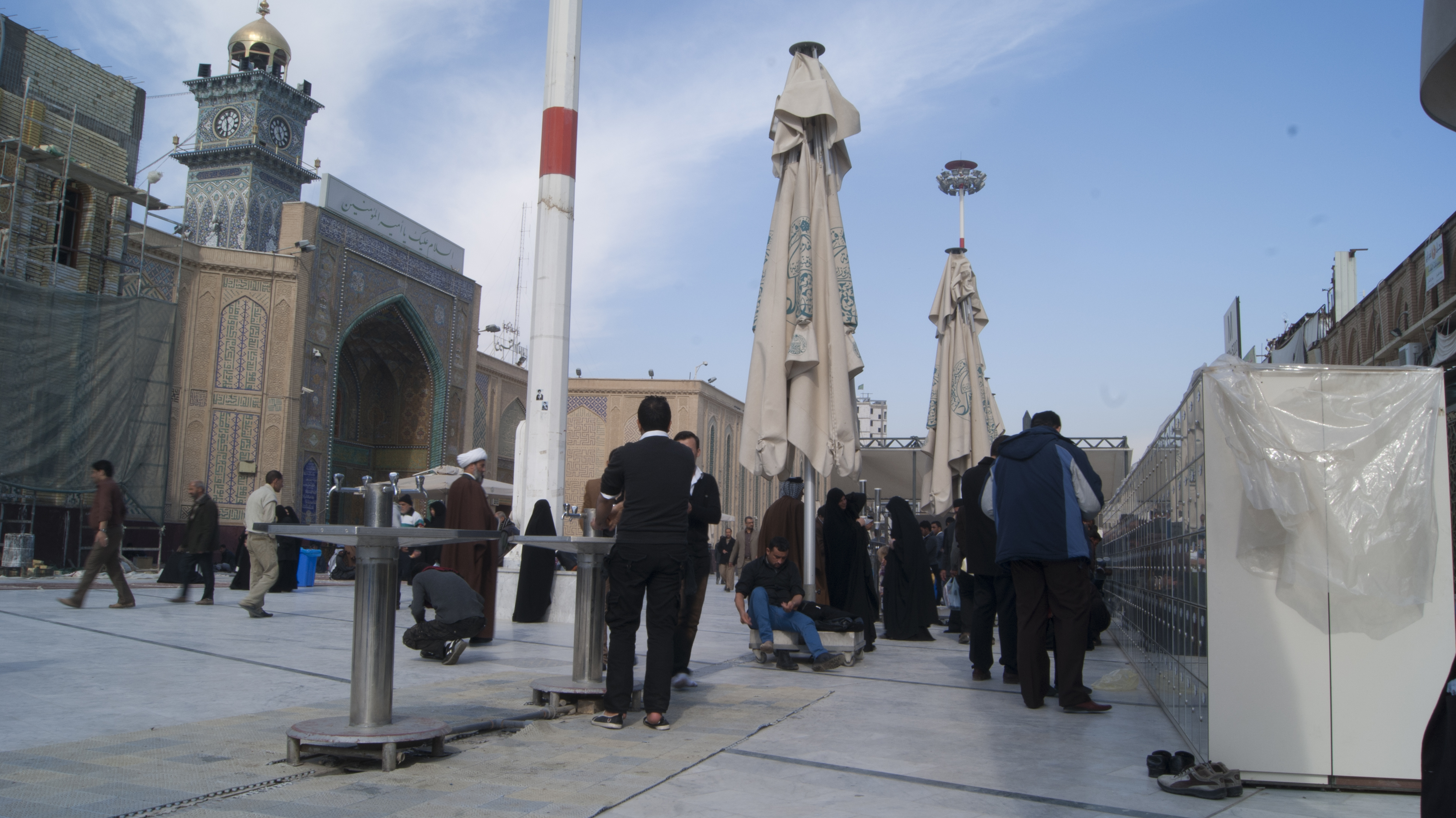
حرم حضرت علی

## پی‌نوشت
1. ↑  Redha, Mohammad (1999). Imam Ali Ibn Abi Taleb (Imam Ali the Fourth Caliph, ۱/۱ Volume). Dar Al Kotob Al ilmiyah. ISBN 2-7451-2532-X. {{cite book}}: Unknown parameter |coauthors= ignored (|author= suggested) (help)
2. ↑  مروج الذهب مسعودی، جلد۱[پیوند مرده]، صفحهٔ ۷۷۲
3. ↑  تاریخ طبری، جلد۶، صفحه۲۶۸۳ و ۲۶۸۴
4. ↑  تاریخ یعقوبی، جلد۲[پیوند مرده]، صفحهٔ ۱۳۸
5. ↑  جعفر بن قولویه قمی، کامل الزیارات، ترجمه سید محسن میلانی، صفحه ۶۶–۶۷
6. ↑  Iraq
7. ↑  فرزندم حسن! با تو سخنی چند دارم، امشب آخرین شب عمر من است. چون درگذشتم با دست خود مرا غسل ده و کفن کن و بر جنازه‌ام نماز بخوان، تمام این کارها را خودت شخصاً انجام ده، سپس جنازه‌ام را در تاریکی شب، مخفیانه دور از شهر کوفه به خاک سپار تا کسی از آن باخبر نشود.
8. ↑  شیخ جعفر آل محبوبه، ماضی النجف و حاضرها، ۱:‎ ۳۷–۹۵.
9. ↑  سید بن طاووس، فرحةالغری، ۱۷–۱۲۹.
10. ↑  سعاد ماهر، مشهدالامام علی فی النجف و به من الهدایا و التحف، ۱۲۱.
11. ↑  در اسلام سگ را پلید (نجس) می‌دانند.
12. ↑  علامه مجلسی، بحار الانوار، ۹۷:‎ ۲۵۲ (حدیث ۴۷).، به نقل از ارشاد القلوب
13. ↑  ابومحمد حسن دیلمی، ارشادالقلوب دیلمی.
14. ↑  ابن ابی‌الحدید، شرح نهج‌البلاغه، ۲:‎ ۴۵–۴۶ (فقط به بنای گنبد این ساختمان اشاره کرده است).
15. ↑  محمدعلی موحد (مترجم)، سفرنامهٔ ابن‌بطوطه، ۱:‎ ۲۱۹–۲۲۱.
16. ↑  ابن‌عتایقی، شرح الفصول الایلاقیة، آخر کتاب.
17. ↑  ابن‌عنبه، عمدة الطالب.
18. ↑  «NAJAF – Encyclopaedia Iranica». www.iranicaonline.org. ص. Nāder Shah Afšār (r٫ ۱۷۳۶-۴۷) renovated the shrine and paid for the gilding of the minarets and dome in ۱۷۴۲-۴۳. دریافت‌شده در ۲۰۲۰-۰۷-۳۰.
19. 1 2  عالم آرای نادری، جلد سوم، صفحه 925.
20. ↑  Tucker, Ernest (1994). "Nadir Shah and the Ja 'fari Madhhab Reconsidered". Iranian Studies. 27 (1/4): 163–179.
21. ↑  البریری، النجف فی 13 رحلة، ص167.
22. ↑  عالیات، ستاد بازسازی عتبات (۱۳۹۸/۱۲/۱۹–۱۰:۳۱). «مرمت و احیای کتیبه و ایوان تاریخی حرم مطهر امام علی (علیه السلام) به روش ملقمه». fa. دریافت‌شده در 2020-07-30. تاریخ وارد شده در |تاریخ= را بررسی کنید (کمک)
23. ↑  شیخ جعفر آل محبوبه، ماضی النجف و حاضرها، ۱:‎ ۷۶.
24. ↑  محمدعلی تمیمی، مشهد الامام او مدینة النجف، ۱:‎ ۷۶.
25. ↑  حسن الحکیم، المفصل، ۲:‎ ۶۰.
26. ↑  سعاد ماهر، مشهدالامام علی فی النجف و به من الهدایا و التحف، ۱:‎ ۵۷.
27. ↑  حسن الحکیم، المفصل، ۲:‎ ۹۰.
28. ↑  طلاکاری گنبد حرم مطهر علوی آغاز شد + عکس بایگانی‌شده  در ۸ سپتامبر ۲۰۱۴ توسط Wayback Machine، خبرگزاری حج
29. 1 2  شیخ توسی، امالی، ۲۱۴ حدیث ۲۲.
30. ↑  ابن قولویه، کامل الزیارات، باب ۱۰، حدیث ۳.
31. ↑  ابن قولویه، کامل الزیارات.
32. ↑  علامه مجلسی. بحار الانوار. ج. ۹۷. ص. ۲۶۱حدیث ۱۳
33. ↑  تهذیب. ج. ۶. ص. ۳۴حدیث ۱۴
34. ↑  علامه مجلسی. بحار الانوار. ج. ۹۷. ص. ۲۶۱حدیث ۱۲
35. ↑  ابن قولویه، کامل الزیارات، باب ۱۰، حدیث ۲.

### وب
- «چگونگی عمارت حرم مطهر حضرت امیرالمؤمنین (ع)». ستاد بازسازی عتبات عالیات. دریافت‌شده در ۱۳۹۱. تاریخ وارد شده در |تاریخ بازیابی= را بررسی کنید (کمک) به نقل از دانشنامهٔ تشیع:
- احمد صدر حاج‌سیدجوادی؛ بهاءالدین خرمشاهی؛ کامران فانی؛ دیگران (۱۳۸۳). دائرةالمعارف تشیع. ج. ۱ (آب-احیاء) (ویراست چاپ پنجم). نشر شهید سعید محبی. ص. ۶۸–۷۲.
- «گنبد طلا». آستان قدس علوی. دریافت‌شده در ۱۳۹۱. تاریخ وارد شده در |تاریخ بازیابی= را بررسی کنید (کمک)
- «ضریح مطهر». آستان قدس علوی. دریافت‌شده در ۱۳۹۱. تاریخ وارد شده در |تاریخ بازیابی= را بررسی کنید (کمک)
- «آثار حرم». آستان قدس علوی. دریافت‌شده در ۱۳۹۱. تاریخ وارد شده در |تاریخ بازیابی= را بررسی کنید (کمک)
- «آرامگاه‌های مشاهیر حرم» (به عربی). آستان قدس علوی. بایگانی‌شده از اصلی در ۲۲ نوامبر ۲۰۱۴. دریافت‌شده در ۱۷ اکتبر ۲۰۱۹.
- «صحن حضرت زهرا». تبیان. دریافت‌شده در ۱۳۹۱. تاریخ وارد شده در |تاریخ بازیابی= را بررسی کنید (کمک)

### کتاب
- «History of the Holy Shrine of Imam Ali (A.S.)». Imam Reza (A.S.) Network. بایگانی‌شده از اصلی در ۲۰ ژوئن ۲۰۱۰. دریافت‌شده در ۲ ژانویه ۲۰۱۱.
- آیت‌الله مکارم شیرازی؛ دیگران. مفاتیح نوین.
- ابن بطوطه. رحلة ابن بطوطة [سفرنامه ابن‌بطوطه]. ج. ۱.
- ابن العتائقی. شرح الفصول الایلاقیة فی کلیات الطب (به عربی)(شاید این کتاب همان «الایماقی فی شرح الایلاقی» باشد، ولی معلوم نیست)
- ابن عنبة (۱۳۸۳) [[[سده ۹ (قمری)]]]. عمدة الطالب فی أنساب آل أبی طالب (به عربی). شابک ۹۶۴-۸۱۷۹-۳۱-X.
- ابومحمد حسن دیلمی (۲۵ اسفند ۱۳۸۳) [[[سده ۹ (قمری)]]]. ارشاد القلوب دیلمی. ترجمهٔ سید عباس طباطبایی. قم. شابک ۹۶۴-۴۷۰-۰۰۸-۲.
- آل محبوبه، جعفر بن باقر (۱۴۰۶ ق). ماضی النجف و حاضرها (به عربی). بیروت: دارالاضواء. تاریخ وارد شده در |تاریخ= را بررسی کنید (کمک)
- سید بن طاووس. فرحة الغری فی تعیین قبر أمیر المؤمنین علی علیه السلام (به عربی). ترجمهٔ علامه مجلسی.
- سعاد ماهر، محمد. مشهدالامام علی فی النجف و به من الهدایا و التحف (به عربی). قاهرة: دارالمعارف.
- تمیمی، محمد علی (۱۳۴۷ (قمری)). مشهدالامام أو مدینة النجف (به عربی). نجف: مطبعة الحیدریة. تاریخ وارد شده در |تاریخ= را بررسی کنید (کمک)
- الحکیم، حسن عیسی. المفصل فی تاریخ النجف الأشرف (به عربی). نجف: مطبعة الاداب.